# Amstel Gold Race 1975
De Amstel Gold Race 1975 was 238 km lang en ging van Heerlen naar Meerssen. Op het parcours waren er 20 hellingen. Aan de start stonden 138 renners.

## Verloop
De favorieten koersen met hoge snelheid naar de voet van de Keutenberg voor de 2e beklimming. Boven komt wereldkampioen Eddy Merckx als eerste over de top, gevolgd door Freddy Maertens, de rest moet passen. Eddy Merckx laat Freddy Maertens op een gegeven moment achter zich en fietst solo naar de finish.

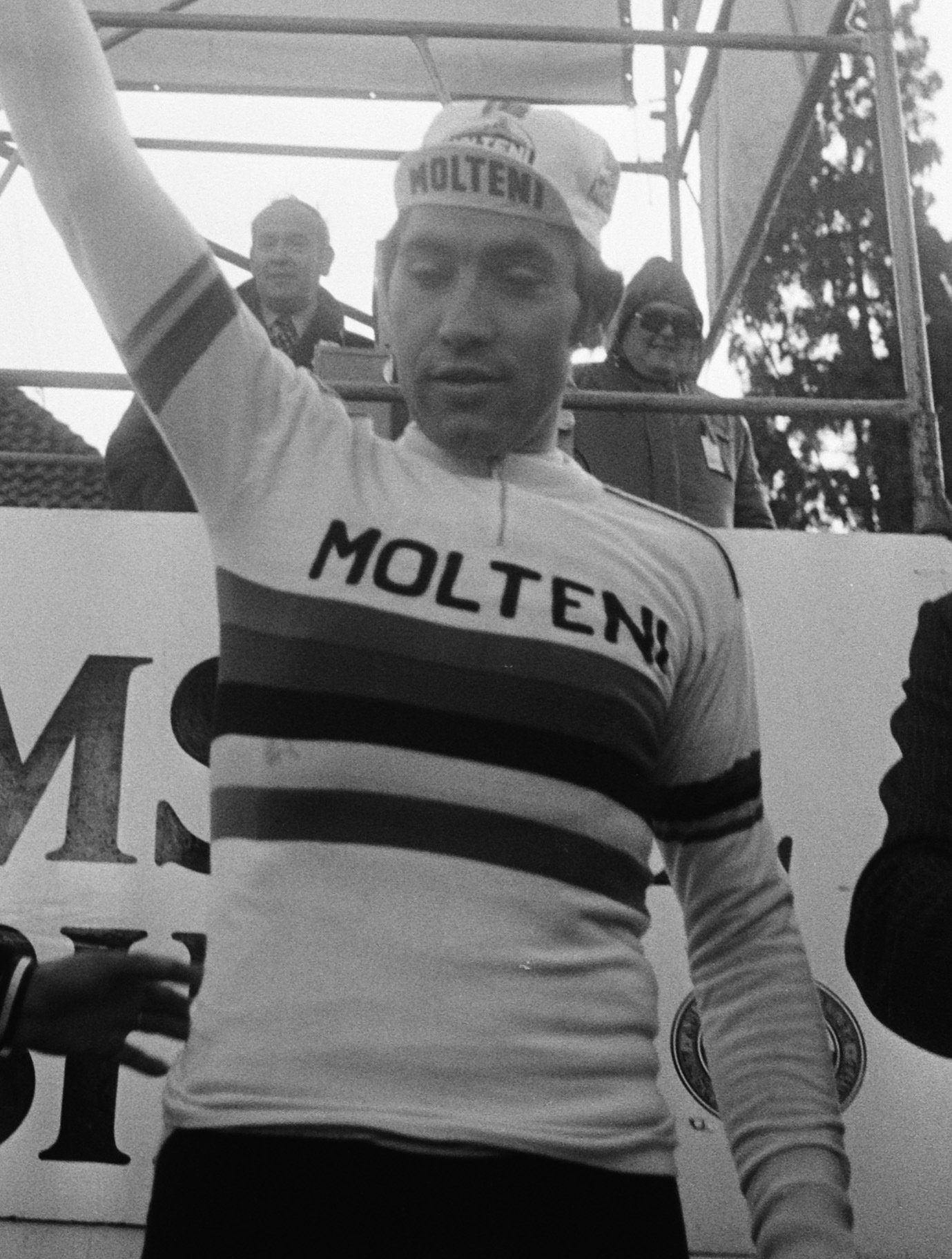
Merckx na de race van de Amstel 1975.

## Hellingen
De 20 hellingen gerangschikt op voorkomen op het parcours.

| 1. Hussenberg 2. Raarberg 3. Cauberg 4. Sibbergrubbe 5. Keutenberg 6. Fromberg 7. Mingersberg 8. Gulperberg 9. Koning van Spanje 10. Heyenrath | 11. Kruisberg 12. Mingersberg (2e maal) 13. Gulperberg (2e maal) 14. Koning van Spanje (2e maal) 15. Heyenrath (2e maal) 16. Sibbergrubbe (2e maal) 17. Keutenberg (2e maal) 18. Fromberg (2e maal) 19. Sibbergrubbe (3e maal) 20. Cauberg (2e maal) |

## Uitslag
| rang | renner            | land           | tijd       |
| ---- | ----------------- | -------------- | ---------- |
| 1    | Eddy Merckx       | België         | 6u 23' 33" |
| 2    | Freddy Maertens   | België         | op 0' 15"  |
| 3    | Joseph Bruyère    | België         | op 2' 51"  |
| 4    | André Dierickx    | België         | z.t.       |
| 5    | Michel Pollentier | België         | z.t.       |
| 6    | Kees Bal          | Nederland      | z.t.       |
| 7    | Gerrie Knetemann  | Nederland      | z.t.       |
| 8    | Didi Thurau       | West-Duitsland | z.t.       |
| 9    | Hennie Kuiper     | Nederland      | z.t.       |
| 10   | Knut Knudsen      | Noorwegen      | z.t.       |